# 항성풍

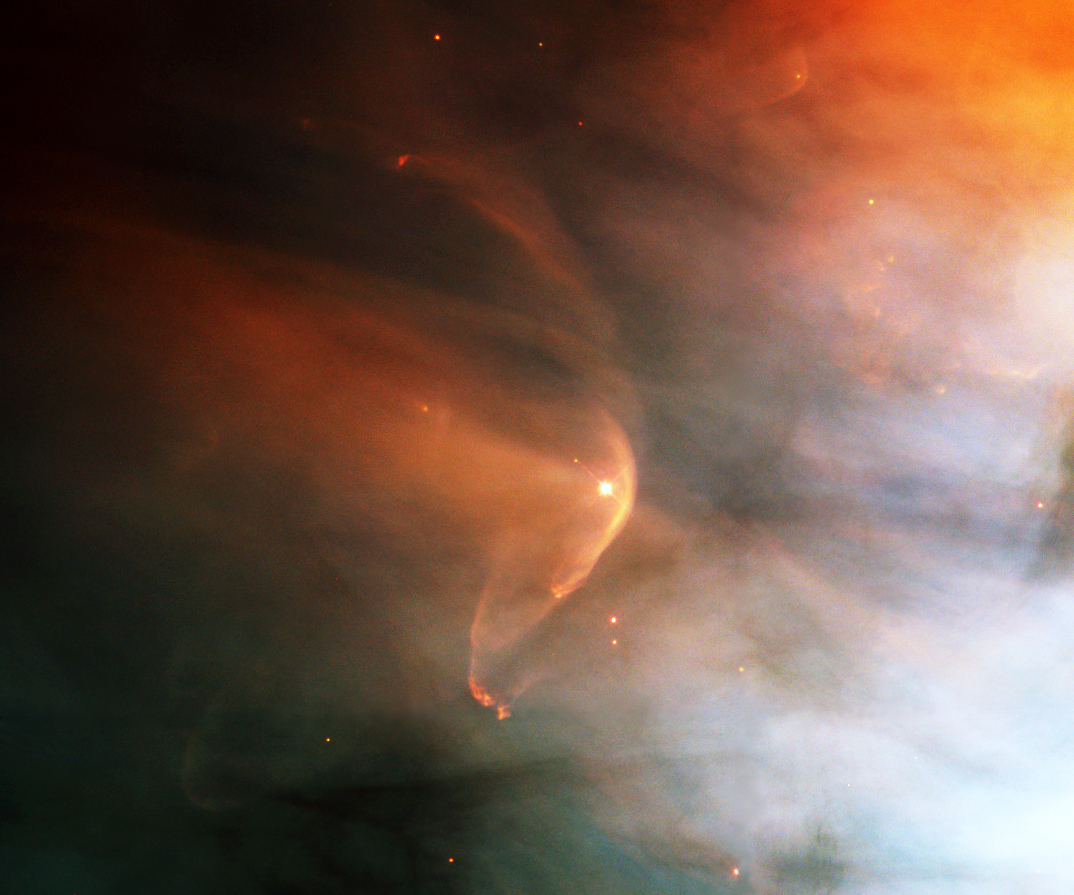

항성풍(恒星風, 영어: stellar wind)은 항성의 상층부 대기에서 분출되는 하전 입자의 흐름이다. 지구의 태양이 방출하는 항성풍은 태양풍이라고 부른다.
항성풍의 형태는 항성의 분광형에 따라 여러 종류로 나뉜다.
주계열성 단계를 떠나 생명의 끝에 이른 항성들은 막대한 양의 질량(1년에 태양질량의 {\displaystyle {\dot {M}}>10^{-3}}배)을 느린 속도({\displaystyle v=10{\mbox{ km s}}^{-1}})의 항성풍 형태로 방출한다. 여기에 속하는 별들은 적색 거성이나 적색 초거성, 점근거성가지 위 항성 등이다.
태양과 같은 G형 항성은 뜨겁고 자기화된 코로나의 힘을 통해 항성풍을 방출한다. 태양의 항성풍(태양풍)은 고에너지 전자와 양성자(약 1keV)로 구성되며, 코로나의 온도가 극도로 높기 때문에 항성의 중력을 이겨내고 우주로 탈출할 수 있다.
분광형 O 또는 B의 뜨겁고 무거운 별들은 적색 거성들처럼 짧은 시간에 많은 양의 물질을 상실하지는 않으나(연간 태양 질량의 {\displaystyle {\dot {M}}<10^{-6}}배를 방출함) 대신 속도가 매우 빠르다({\displaystyle v>1-2000{\mbox{ km s}}^{-1}}). 이처럼 높은 에너지를 지닌 항성풍은 항성풍 거품을 불어 날린다.
주계열성 시절 별이 방출하는 항성풍은 항성의 진화 양상에 큰 영향을 끼치지는 않지만, 주계열을 벗어나 죽음 직전 단계에서는 자신이 지니고 있던 물질을 대량으로 우주로 되돌린다. 이때 물질을 잃는 비율에 따라 그 별의 운명이 결정된다.

## 같이 보기
- 태양풍
- 우주선